# Vilapicina (metrostation)
Vilapicina is een metrostation aan lijn 5 van de Metro van Barcelona en ligt onder Passeig Fabra i Puig tussen Carrer Teide en Carrer Petrarca in het district Nou Barris in Barcelona. Het station is geopend in 1959 als onderdeel van lijn II vanaf La Sagrera onder de naam Vilapiscina en was tot de opening van station Horta in 1967 het eindstation van deze lijn. In 1970 gaat lijn II deel uitmaken van lijn V, als de stations La Sagrera en Diagonal met elkaar worden verbonden. Als in 1982 de stationsnamen en de lijnnummers worden hervormd, krijgt dit station zijn huidige naam, en verandert het lijnnummer van 'V' in '5'.
Het station heeft een kaartverkoophal aan elke kant, een met een ingang en een met twee ingangen. In een van de twee hallen is er ook een barretje en een winkel. In dit station zijn drie sporen aanwezig; het buitenste gaat richting een nabijgelegen depot.